# Combapata (distrito)
O Distrito peruano de Combapata é um dos 8 distritos da Província de Canchis, situada no Departamento de Cusco, pertenecente a Região de Cusco, Peru

## Transporte
O distrito de Combapata é servido pela seguinte rodovia:
- PE-34F, que liga o distrito à cidade de Kunturkanki (Região de Cusco)
- PE-3S, que liga o distrito de La Oroya à Ponte Desaguadero (Fronteira Bolívia-Peru) — e a rodovia boliviana Ruta 1 — no distrito de Desaguadero (Região de Puno)